# Obmana slika
Obmana Slika (fr. La trahison des images, nastala 1928–29), je slika Belgijskog nadrealiste Rene Magrita, koju je naslikao sa 30 godina. Slika prikazuje Lulu. Ispod lule, Magrit je napisao, "Ceci n'est pas une pipe.", što na Francuskom znači "Ovo nije lula."
"Slavna lula. Kako su me ljudi samo prekoravali zbog nje! A opet, da li biste mogli da napunite moju lulu? Ne, ona je samo ilustracija, zar ne? Tako da, da sam napisao na mojoj slici "Ovo je lula", lagao bih!"

Uobičajeno tumačenje ove izjave je da slika sama po sebi, nije lula. Slika je samo ilustracija lule, otuda opis "Ovo nije lula". Ovu temu, lulu sa natpisom "Ceci n'est pas une pipe" Magrit je proširio slikom iz 1966, Dve Misterije (фр. Les Deux Mystères). Slika je trenutno izložena u Okružnom muzeju umetnosti u Los Anđelesu.
Slika se ponekad navodi kao primer meta poruke. Javlja se poređenje s Korzibskijevim "Svet nije stvar" i "Karta nije teritorija".